# Ана Ревенко
Ана Ревенко (на румънски: Ana Revenco) е молдовска политичка и икономистка. Била е министърка на вътрешните работи на Молдова (2021 – 2023) и съветничка на президента на Молдова в областта на отбраната и националната сигурност (21 януари – 2 септември 2021). Тя е международен експерт и преподавател-инструктор по въпросите свързани с трафика на хора и свързаните с тях престъпления. Владее румънски, английски и руски език.

## Биография
Родена е на 21 май 1977 г. в град Кишинев, Молдавска ССР, СССР.
През 1994 г. тя постъпва във факултета по международни икономически отношения на Академията за икономическо образование на Молдова в Кишинев, която завършва през 1999 г. Получава бакалавърска степен по международни икономически отношения.
През 2002 – 2003 г. завършва програма за алтернативно професионално обучение в CReDO, организация с нестопанска цел за правата на човека и демократизацията на гражданското общество, и получава магистърска степен по управление на нестопанска цел.
През 2014 г. завършва обучение по международната програма Visitor Leadership на Отдела за правосъдие и право към Държавния департамент на САЩ.
От 1997 до 2000 г. тя е била асистент по обществените въпроси за пилотния проект на правителството за поземлена реформа към Американската агенция за международно развитие (USAID). Проектът е използван за реформи в 72 колективни ферми в селскостопанския сектор на Молдова и е осъществен от американската консултантска компания Booz Allen Hamilton.
През 2001 г. тя основава молдовския клон на Международния център „Ла Страда“, който се бори с трафика на хора. Била е негов Изпълнителен директор в периода от 2001 до 2012 г. и от 2015 до 2020 г. От 2009 до 2011 г. тя е член на борда и президент на Асоциация „Ла Страда“. Координатор и съавтор на повече от 20 труда, включително анализи и проучвания, наръчници и ръководства за професионалисти, разработени и публикувани от Международния център „Ла Страда“.
През 2010 – 2012 г. е след 26-те членове на Националния съвет за участие, консултативен орган към министър-председателя, който включва представители на неправителствени организации (НПО).
През 2012 – 2015 г. е директор на Центъра за борба с трафика на хора към Главния полицейски инспекторат на Министерството на вътрешните работи на Република Молдова. От 2013 до 2015 г. е отговорник от Главен инспекторат на полицията за организиране изпълнението на Плана за действие за либерализиране на визовия режим с Европейския съюз. През 2019 г. става член на Експертната група на Съвета на Европа за борба с трафика на хора (GRETA).
На 21 януари 2021 г. тя е назначена за съветник на президента на Молдова – Мая Санду в областта на отбраната и националната сигурност и секретар на Висшия съвет за сигурност към президента на Молдова.
На 5 февруари 2021 г. е предложена за поста министър на вътрешните работи в правителството на кандидата за премиерския пост Наталия Гаврилица. На 3 август отново е предложена за кандидат за министър на вътрешните работи в правителството на Наталия Гаврилица. Парламентът на Молдова одобрява правителството на 6 август. На 14 юли 2023 г. тя подава оставка.